# Гілл-н-Дейл (Флорида)
Гілл-н-Дейл (англ. Hill 'n Dale) — переписна місцевість (CDP) в США, в окрузі Ернандо штату Флорида. Населення — 2212 особи (2020).

## Географія
Гілл-н-Дейл розташований за координатами 28°30′50″ пн. ш. 82°17′27″ зх. д. / 28.51389° пн. ш. 82.29083° зх. д. (28.513759, -82.290859).  За даними Бюро перепису населення США в 2010 році переписна місцевість мала площу 5,70 км², з яких 5,70 км² — суходіл та 0,00 км² — водойми.

## Демографія
Згідно з переписом 2010 року, у переписній місцевості мешкали 1934 особи в 665 домогосподарствах у складі 509 родин. Густота населення становила 339 осіб/км².  Було 745 помешкань (131/км²).
Расовий склад населення:
| - 69,2 % — білих - 23,6 % — чорних або афроамериканців - 0,6 % — азіатів - 0,3 % — корінних американців - 3,3 % — осіб інших рас |

До двох чи більше рас належало 3,0 %. Частка іспаномовних становила 10,9 % від усіх жителів.
За віковим діапазоном населення розподілялося таким чином: 30,7 % — особи молодші 18 років, 58,3 % — особи у віці 18—64 років, 11,0 % — особи у віці 65 років та старші. Медіана віку мешканця становила 34,2 року. На 100 осіб жіночої статі у переписній місцевості припадало 93,0 чоловіків;  на 100 жінок у віці від 18 років та старших — 85,0 чоловіків також старших 18 років.
Середній дохід на одне домашнє господарство  становив 25 984 долари США (медіана — 20 294), а середній дохід на одну сім'ю — 22 440 доларів (медіана — 18 537). Медіана доходів становила 19 343 долари для чоловіків та 29 000 доларів для жінок. За межею бідності перебувало 63,8 % осіб, у тому числі 82,4 % дітей у віці до 18 років та 22,5 % осіб у віці 65 років та старших.
Цивільне працевлаштоване населення становило 486 осіб. Основні галузі зайнятості: мистецтво, розваги та відпочинок — 36,8 %, будівництво — 17,5 %, освіта, охорона здоров'я та соціальна допомога — 15,6 %.